# Leontine Ruiters
Leontine Ruiters (Naarden, 10 december 1967) is een Nederlands televisiepresentatrice en actrice. Ze was wekelijks te zien in de RTL-series Voetbalvrouwen en Rad van fortuin.

## Carrière
In 1983 verscheen de zevendelige Veronica-televisieserie Briefgeheim naar het boek van Jan Terlouw, waarin de toen nog vijftienjarige Ruiters haar acteerdebuut maakte. Op achttienjarige leeftijd kreeg ze opnieuw de kans te gaan acteren toen ze werd gevraagd voor de serie Nieuwe buren, een serie van de VARA geregisseerd door Zeg 'ns Aaa-regisseur Nico Knapper. Twee seizoenen speelde Ruiters in deze populaire serie mee toen ze werd gevraagd voor een kleine rol in de film Amsterdamned van Dick Maas. Ruiters speelt hierin een inmiddels klassieke scène, waarbij ze in bikini dobberend in een bootje in de grachten van Amsterdam wordt vermoord met een mes. Verder was Ruiters nog te zien in Westzijde Posse en Flodder (afleveringen "De mooiste dag van je leven", "De familie Klikspaan" en "Inzet").

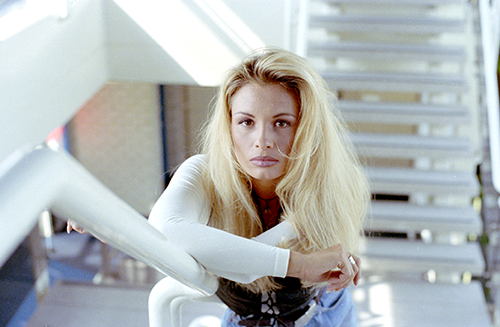
Leontine Ruiters in 1994

Midden jaren 80 werkte Ruiters als verkoopster bij Apexx International Fashion BV te Amsterdam, waar zij door de eigenaar werd voorgesteld aan Hans van der Togt. Zodoende kwam zij in oktober 1989 bij het Rad van fortuin terecht. Acht jaar was zij de assistente, die door Van der Togt steevast werd aangekondigd met de tekst: 
"En wie laat ook vanavond weer alle letters aan ons zien? Hier is ze: onze enige, echte, eigen ...", waarna het publiek scandeerde: "Leontine!"
Na bijna duizend afleveringen besloot ze het programma te verlaten.
Leontine Ruiters bleef echter veelvuldig op de buis te zien als "het gezicht" van Veronica. Haar verschijning bleef hiermee niet beperkt tot het televisiescherm, want haar afbeelding verscheen op kalenders, affiches en bussen. Ook kreeg ze de mogelijkheid te presenteren, waardoor ze te zien was als presentatrice van diverse reisprogramma's, waaronder de Camel Trophy vanuit Midden-Amerika en Veronica Goes Down Under. Ook presenteerde Ruiters het weer in Veronica's Nieuwslijn. Voor de tv-programma's Time 2 Move en Bodytrend nam Ruiters niet alleen de presentatie voor haar rekening, maar ook een deel van de redactie. Tevens presenteerde ze Snow Magazine en het RTL 4-programma Style & Beauty met visagist Leco van Zadelhoff.
Als actrice kreeg Ruiters steeds meer rollen aangeboden. Zo was ze onder meer te gast in de televisieseries Baantjer en Boks, speelde ze mee in Vrouwenvleugel en Westzijde Posse, en nam ze de rol van Bleke Doortje in de musical De Jantjes voor haar rekening. Haar stem stelde ze beschikbaar voor een rol in de animatiefilm Robots en begin 2007 was Ruiters tevens te zien in het programma Ranking the Stars van Paul de Leeuw.
Voor het maandblad Kinderen schreef Ruiters enkele jaren een maandelijkse column over haar ervaringen als moeder en ze bracht tevens een boekje uit met deze en ongepubliceerde columns. Voor dit maandblad was ze langere tijd nog actief, maar toen haar kinderen groter werden niet meer in de vorm van columns. Wel interviewde zij bekende Nederlanders die (bijna of net) moeder waren. Zo sprak ze met Sylvie Meis, Daniëlle Overgaag, Estelle Cruijff, Irene Moors en Leontien van Moorsel.
Ook was ze in 2007 te zien in de film Plop en de pinguïn, waarin zij de rol van de gemene Louise Appelboom vertolkte.
Van 2007 tot 2009 was Ruiters wekelijks te zien in de RTL-serie Voetbalvrouwen. De serie speelt zich af rondom vier vrouwen, waarvan de mannen allemaal in de voetballerij werkzaam zijn. Ruiters speelde de rol van Liz Duivendrecht, de weduwe van trainer Arjan Duivendrecht. Vanaf 11 oktober 2009 was ze samen met Carlo Boszhard vier weken te zien in Rad van fortuin.
Op 28 juli 2010 verscheen de film Cats en Dogs: De Wraak van Kitty Galore in de bioscopen. Ruiters had voor deze film de stem van Kitty Galore ingesproken. In de Engelse versie werd de stem van Kitty Galore vertolkt door Bette Midler.
In mei 2011 werd bekend dat Ruiters een tweejarig contract bij televisiezender SBS6 had getekend en het programma Hart in Aktie zou gaan presenteren.
Ook als actrice was ze nog steeds actief. Zo speelde ze een rol in de vierdelige serie Het Gordijnpaleis van Ollie Hartmoed, die door zowel de VPRO als het Vlaamse VRT werd uitgezonden. Het Gordijnpaleis vertelt het verhaal van de negenjarige Ollie Hartmoed die een nogal buitengewone en gecompliceerde familie heeft. Verder speelde Ruiters samen met haar zoon Luca een rol in de achtdelige televisieserie Koen Kampioen, die is gebaseerd op de populaire boekenserie Koen Kampioen van schrijver Fred Diks. Ruiters speelde de rol van Sanne Fleur Ooievaar, de moeder van doelman Gijs van FC Top, in deze serie en haar zoon die van een onsportieve voetballer, Jordy van de tegenpartij, v.v. Vorden. De serie Koen Kampioen werd in het voorjaar van 2012 door de AVRO uitgezonden.
In 2012 presenteerde Ruiters voor televisiezender SBS6 het programma Een Goede Buurt. Hierin schiet Ruiters samen met buurtbewoners te hulp bij gezinnen die om uiteenlopende redenen in crisis verkeren. In 2012 was Ruiters voorts samen met Angela Groothuizen ambassadrice voor het Groente- en Fruitbureau, waarvoor ze samen de campagne "ik doe mee met 2x2" lanceerden. In oktober 2012 begon bij SBS6 het nieuwe televisieprogramma Alles is Liefde, dat Ruiters samen met Johnny de Mol presenteerde. Hierin gaan De Mol en Ruiters op pad om mensen te helpen op liefdesgebied.
In augustus 2013 acteerde Ruiters in de jeugdserie Caps Club, een initiatief van de Lucille Werner Foundation. Bijzonder aan Caps Club is dat de kinderen die hierin acteren allemaal te maken hebben met een lichamelijke handicap. Daarnaast was Ruiters werkzaam voor de BankGiro Loterij, waarvoor ze op locatie winnaars verraste met een grote geldprijs.
Vanaf 18 juni 2014 was Ruiters, samen met haar jongste zoon Senna, te zien in de bioscoopfilm Heksen bestaan niet. De film behaalde binnen korte tijd de status van Gouden Film. Vanaf november 2014 was Ruiters te zien in het tweede seizoen van wederom Caps Club, dat door NPO 3 werd uitgezonden. In het najaar van 2018 speelde Ruiters de hoofdrol van Susan in de romantische komedie First Kiss.
In september 2024 deed Ruiters mee aan het televisieprogramma De Verraders Halloween als getrouwe. In juli 2025 was Ruiters te zien in het SBS6-programma Het waren 2 fantastische dagen.

## Goede doelen
Ruiters maakt jaarlijks een reis voor Cordaid Memisa, waarbij ze diverse projecten bezoekt. Zo bezocht ze India, Sierra Leone, Kameroen, Bangladesh en Burundi. Cordaid Memisa biedt hulp in ontwikkelingslanden op het gebied van gezondheidszorg middels kennisoverdracht en financiële steun. Ruiters is vooral betrokken bij de moeder-kindprojecten.

## Persoonlijk
Leontine Ruiters werd geboren in Naarden en groeide hier ook op. Haar middelbareschoolopleiding volgde zij aan het Goois Lyceum te Bussum. Zij trouwde in 1998 met Marco Borsato en nam toendertijd diens achternaam aan. Samen hebben ze drie kinderen. Op 4 februari 2020 maakte het echtpaar bekend te gaan scheiden. De media berichtten op 9 september dat de scheiding rond was en dat de bijbehorende papieren waren getekend. Medio 2021 hadden de twee weer omgang met elkaar. In april 2022 maakte zij bekend weer als Leontine Ruiters door het leven te gaan.

## Filmografie

### Film
- Amsterdamned (1988) – Meisje in opblaasboot (als Leontien Ruyters)
- Plop en de pinguïn (2007) – Louise Appelboom
- Heksen Bestaan Niet (2014) – Concuela
- First Kiss (2018) – Susan

### Televisie
*Exclusief eenmalige gastrollen
- Briefgeheim (1983) – Eva
- Nieuwe buren (1987-1988) – Moniek Bakker
- Vrouwenvleugel (1993-1994) – Anna ten Hage
- Flodder (1994, 1999) – Gina / bedriegster
- Westzijde Posse (1996-1997) – Bonnie
- BNN: K.R.S.T.M.S. (1995) – Engel (televisiefilm)
- Voetbalvrouwen (2007-2009) – Liz Duivendrecht
- Koen Kampioen (2012) – Sanne-Fleur
- De TV Kantine (2010, 2014) – Edith Artois / Edith Melba Artois
- Caps Club (2013-2016) – Emma van Hulle
- Sneeuwwitje en de zeven kleine mensen (2015) – Nelly (televisiefilm)